# أشلي تيتوس
أشلي تيتوس (بالإنجليزية: Ashley Titus)‏ هو مقدم تلفزيوني جنوب أفريقي، ولد في 28 ديسمبر 1970 في Bonteheuwel ‏ في جنوب أفريقيا، وتوفي في 28 نوفمبر 2007 في كيب تاون في جنوب أفريقيا.